# Gostinu
Gostinu – wieś w Rumunii, w okręgu Giurgiu, w gminie Gostinu. W 2011 roku liczyła 2032 mieszkańców.